# Campionati del mondo di ciclismo su pista 2016 - Velocità a squadre maschile
La gara di velocità a squadre maschile ai Campionati del mondo di ciclismo su pista 2016 si è svolta il 2 marzo 2016.

## Risultati

### Qualifiche
I migliori 2 tempi si qualificano alla finale per l'oro, il terzo e quarto a quella per il bronzo.
| Posizione | Atleti                                                       | Nazione       | Tempo  | Gap    | Note |
| --------- | ------------------------------------------------------------ | ------------- | ------ | ------ | ---- |
| 1         | Eddie Dawkins Ethan Mitchell Sam Webster                     | Nuova Zelanda | 43.096 |        | Q    |
| 2         | Hugo Haak Jeffrey Hoogland Nils van 't Hoenderdaal           | Paesi Bassi   | 43.266 | +0.170 | Q    |
| 3         | Grégory Baugé Michaël D'Almeida Kévin Sireau                 | Francia       | 43.487 | +0.391 | q    |
| 4         | Joachim Eilers René Enders Max Niederlag                     | Germania      | 43.496 | +0.400 | q    |
| 5         | Patrick Constable Matthew Glaetzer Nathan Hart               | Australia     | 43.497 | +0.401 |      |
| 6         | Philip Hindes Jason Kenny Callum Skinner                     | Gran Bretagna | 43.507 | +0.411 |      |
| 7         | Denis Dmitriev Nikita Shurshin Pavel Yakushevskiy            | Russia        | 43.538 | +0.442 |      |
| 8         | Grzegorz Drejgier Krzysztof Maksel Rafał Sarnecki            | Polonia       | 43.751 | +0.655 |      |
| 9         | Bao Saifei Hu Ke Xu Chao                                     | Cina          | 44.496 | +1.400 |      |
| 10        | Hersony Canelón César Marcano Ángel Pulgar                   | Venezuela     | 44.654 | +1.558 |      |
| 11        | Im Chae-bin Kang Dong-jin Son Je-yong                        | Corea del Sud | 44.767 | +1.671 |      |
| 12        | Kazuki Amagai Seiichiro Nakagawa Kazunari Watanabe           | Giappone      | 44.960 | +1.864 |      |
| 13        | Sergio Aliaga José Moreno Sánchez Juan Peralta Gascón        | Spagna        | 45.013 | +1.917 |      |
| 14        | Flavio Cipriano Leonardo Rivalenti Kacio Freitas Hugo Osteti | Brasile       | 45.557 | +2.461 |      |

### Finale
| Tempo                | Atleti                                             | Nazione       | Tempo  | Gap    | Note |
| -------------------- | -------------------------------------------------- | ------------- | ------ | ------ | ---- |
| Finale per l'oro     |                                                    |               |        |        |      |
| 1                    | Ethan Mitchell Sam Webster Eddie Dawkins           | Nuova Zelanda | 43.257 |        |      |
| 2                    | Hugo Haak Jeffrey Hoogland Nils van 't Hoenderdaal | Paesi Bassi   | 43.469 | +0.212 |      |
| Finale per il bronzo |                                                    |               |        |        |      |
| 3                    | Joachim Eilers René Enders Max Niederlag           | Germania      | 43.536 |        |      |
| 4                    | Grégory Baugé Michaël D'Almeida Kévin Sireau       | Francia       | 43.577 | +0.041 |      |